# Monticello, Arkansas
Monticello är en stad (city) i den amerikanska delstaten Arkansas med en yta av 27,8 km² och en folkmängd, som uppgår till 9 327 invånare (2006). Monticello är administrativ huvudort i Drew County och säte för University of Arkansas at Monticello.

## Kända personer från Monticello
- Joe Bishop, jazzmusiker